# Nombre de los órdenes en APG II
Se lista a continuación los nombres ordinales. Los nombres negrita son los nombres vigentes en la clasificación del APG II (2003). Los nombres en cursivas no se reconocían en APG II.
- Acanthales Lindl. (1833) = Lamiales
- Acerales Lindl. (1833) = Sapindales
- Acorales Reveal (1996)
- Actinidiales Takht. ex Reveal (1993) = Ericales
- Adoxales Nakai (1949) = Dipsacales
- Aesculales Bromhead (1838) = Sapindales
- Agavales Hutch. (1934) = Asparagales
- Akaniales Doweld (2001) = Brassicales
- Alismatales Dumort. (1829)
- Alliales Traub (1972) = Asparagales
- Alseuosmiales Doweld (2001) = Asterales
- Alstroemeriales Hutch. (1934) = Liliales
- Altingiales Doweld (1998) = Saxifragales
- Amaranthales Dumort. (1829) = Caryophyllales
- Amaryllidales Bromhead (1840) = Asparagales
- Amborellales Melikyan, A.V.Bobrov & Zaytzeva (1999) - familia no asignada,
- Ambrosiales Dumort. (1829) = Asterales
- Ammiales Small (1903) = Apiales
- Amomales Lindl. (1835) = Zingiberales
- Ancistrocladales Takht. ex Reveal (1992) = Caryophyllales
- Anisophylleales (Benth. & Hook.f.)Takht. ex Reveal & Doweld (1999)
- Annonales Lindl. (1833) = Magnoliales
- Anthobolales Dumort. (1829) = Santalales
- Apiales Nakai (1930)
- Apocynales Bromhead (1838) = Gentianales
- Aponogetonales Hutch. (1934) = Alismatales
- Aquifoliales Senft (1856)
- Arales Dumort. (1829) = Alismatales
- Araliales Reveal (1996) = Apiales
- Aralidiales Takht. ex Reveal (1992) = Apiales
- Arecales Bromhead (1840)
- Aristolochiales Dumort. (1829) = Piperales
- Asarales Horan (1847) = Piperales
- Asclepiadales Dumort. (1829) = Gentianales
- Asparagales Bromhead (1838)
- Asphodelales Doweld (2001) = Asparagales
- Asteliales Dumort. (1829) = Asparagales
- Asterales Lindl. (1833)
- Atriplicales Horan (1847) = Caryophyllales
- Aucubales Takht. (1997) = Garryales
- Austrobaileyales Takht. ex Reveal (1992)
- Avenales Bromhead (1838) = Poales
- Balanitales C. Y. Wu (2002) - familia asignada al clado eurrósidas I = Zygophyllales
- Balanopales Engl. (1897) = Malpighiales
- Balanophorales Dumort. (1829) - familia no asignada
- Balsaminales Lindl. (1833) = Ericales
- Barbeyales Takht. & Reveal (1993) = Rosales
- Barclayales Doweld (2001) = Nymphaeales, familia no asignada,
- Batales Engl. (1907) = Brassicales
- Begoniales Dumort. (1829) = Cucurbitales
- Berberidales Dumort. (1829) = Ranunculales
- Berberidopsidales Doweld (2001) - familia asignada al clado eudicotiledóneas
- Betulales Bromhead (1838) = Fagales
- Biebersteiniales Takht. (1997) = Sapindales
- Bignoniales Lindl. (1833) = Lamiales
- Bixales Lindl. (1833) = Malvales
- Boraginales Dumort. (1829) - familia asignada al clado euastéridas I
- Brassicales Bromhead (1838)
- Brexiales Lindl. (1833) = Celastrales
- Bromeliales Dumort. (1829) = Poales
- Bruniales Dumort. (1829) - familia asignada al clado euastéridas I
- Brunoniales Lindl. (1833) = Asterales
- Burmanniales Heinze (1927) = Dioscoreales
- Burserales Baskerville (1839) = Sapindales
- Butomales Hutch. (1934) = Alismatales
- Buxales Takht. ex Reveal (1996) - familia asignada al clado eudicotiledóneas
- Byblidales Nakai ex Reveal (1993) = Lamiales
- Cactales Dumort. (1829) = Caryophyllales
- Callitrichales Dumort. (1829) = Lamiales
- Calycanthales Mart. (1835) = Laurales
- Calycerales Takht. ex Reveal (1996) = Asterales
- Campanulales Rchb. (1828) = Asterales
- Campynematales Doweld (2001) = Liliales
- Canellales Cronquist (1957)
- Cannales Dumort. (1829) = Zingiberales
- Capparales Hutch. (1924) = Brassicales
- Caprifoliales Lindl. (1833) = Dipsacales
- Cardiopteridales Takht. (1997) = Aquifoliales
- Carduales Small (1903) = Asterales
- Caricales L.D.Benson (1957) = Brassicales
- Carlemanniales Doweld (2001) = Lamiales
- Caryophyllales Perleb (1826)
- Cassiales Horan. (1847) = Fabales
- Casuarinales Lindl. (1833) = Fagales
- Celastrales Baskerville (1839)
- Centrolepidales R.Dahlgren ex Takht. (1997) = Poales
- Cephalotales Nakai (1943) = Oxalidales
- Ceratophyllales Bisch. (1839)
- Cercidiphyllales Hu ex Reveal (1993) = Saxifragales
- Chenopodiales Dumort. (1829) = Caryophyllales
- Chironiales Griseb. (1854) = Gentianales
- Chloranthales A.C.Sm. ex J.F.Leroy (1983) - familia asignada,
- Chrysobalanales (DC.) Takht. ex Reveal & Doweld (1999) = Malpighiales
- Cinchonales Lindl. (1835) = Gentianales
- Circaeasterales Takht. (1997) = Ranunculales
- Cistales Rchb. (1828) = Malvales
- Citrales Dumort. (1829) = Sapindales
- Cocosales Nakai (1930) = Arecales
- Colchicales Dumort. (1829) = Liliales
- Columelliales Doweld (2001) - familia asignada al clado euastéridas II
- Combretales Baskerville (1839) = Myrtales
- Commelinales Dumort. (1829)
- Connarales Takht. ex Reveal (1996) = Oxalidales
- Convolvulales Dumort. (1829) = Solanales
- Coriariales Lindl. (1833) = Cucurbitales
- Cornales Dumort. (1829)
- Corylales Dumort. (1829) = Fagales
- Corynocarpales Takht. (1997) = Cucurbitales
- Crassulales Lindl. (1833) = Saxifragales
- Crossosomatales Takht. ex Reveal (1993)
- Cucurbitales Dumort. (1829)
- Cunoniales Hutch. (1924) = Oxalidales
- Cyclanthales J.H.Schaffn. (1911) = Pandanales
- Cymodoceales Nakai (1943) = Alismatales
- Cynarales Raf. (1837) = Asterales
- Cynomoriales Burnett (1835) - género tipo no asignado,
- Cyperales Wettst. (1911) = Poales
- Cyrillales Doweld (2001) = Ericales
- Cytinales Dumort. (1829) - género tipo no asignado,
- Daphnales Lindl. (1833) = Malvales
- Daphniphyllales Pulle ex Cronquist (1981) = Saxifragales
- Dasypogonales Doweld (2001) - familia asignada a commelínidas
- Datiscales Dumort. (1829) = Cucurbitales
- Degeneriales C.Y.Wu (2002) = Magnoliales
- Desfontainiales Takht. (1997) - familia asignada la clado euastéridas II
- Diapensiales Engl. & Gilg (1924) = Ericales
- Didymelales Takht. (1967) - v Buxales
- Dilleniales Hutch. (1924) - familia asignada al clado eudicotiledóneas nucleares
- Dioncophyllales Takht. ex Reveal (1993) = Caryophyllales
- Dioscoreales Hook.f. (1873)
- Diospyrales Prantl (1874) = Ericales
- Dipentodontales C.Y.Wu (2002) - género tipo no asignado,
- Dipsacales Dumort. (1829)
- Droserales Griseb. (1854) = Caryophyllales
- Ebenales Engl. (1892) = Ericales
- Echiales Lindl. (1838) - see Boraginales
- Elaeagnales Bromhead (1838) = Rosales
- Elaeocarpales Takht. (1997) = Oxalidales
- Elatinales Nakai (1949) = Malpighiales
- Elodeales Nakai (1950) = Alismatales
- Emmotales Doweld (2001 ) = Icacinales, familaa asignada al clado euastéridas I
- Empetrales Raf. (1838) = Ericales
- Ericales Dumort. (1829)
- Eriocaulales Nakai (1930) = Poales
- Erythropalales Tiegh. (1899) = Santalales
- Escalloniales Doweld (2001) - familia asignada al clado euastéridas II
- Eucommiales Nemejc ex Cronquist (1981) = Garryales
- Euphorbiales Lindl. (1833) = Malpighiales
- Eupomatiales Takht. ex Reveal (1992) = Magnoliales
- Eupteleales Hu ex Reveal (1993) = Ranunculales
- Euryalales H.L.Li (1955) - see Nymphaeales
- Fabales Bromhead (1838)
- Fagales Engl. (1892)
- Ficales Dumort. (1829) = Rosales
- Flacourtiales Heinze (1927) = Malpighiales
- Flagellariales (Meisn.) Takht. ex Reveal & Doweld (1999) = Poales
- Fouquieriales Takht. ex Reveal (1992) = Ericales
- Francoales Takht. (1997) = Geraniales
- Frangulales Wirtg. (1860) = Rosales
- Galiales Bromhead (1838) = Gentianales
- Garryales Lindl. (1846)
- Geissolomatales Takht. ex Reveal (1992) - familia asignada al clado eudicotiledóneas nucleares
- Gentianales Lindl. (1833)
- Geraniales Dumort. (1829)
- Gesneriales Dumort. (1829) = Lamiales
- Glaucidiales Takht. ex Reveal (1992) = Ranunculales
- Globulariales Dumort. (1829) = Lamiales
- Goodeniales Lindl. (1833) = Asterales
- Greyiales Takht. (1997) = Geraniales
- Griseliniales (J.R.Forst. & G.Forst. ex A.Cunn.) Takht. ex Reveal & Doweld (1999) = Apiales
- Grossulariales Lindl. (1833) = Saxifragales
- Grubbiales Doweld (2001) = Cornales
- Gunnerales Takht. ex Reveal (1992)
- Gyrocarpales Dumort. (1829) = Laurales
- Gyrostemonales Takht. (1997) = Brassicales
- Haemodorales Hutch. (1934) = Commelinales
- Haloragales Bromhead (1838) = Saxifragales
- Hamamelidales Griseb. (1854) = Saxifragales
- Hanguanales R.Dahlgren ex Reveal (1992) = Commelinales
- Heisteriales Tiegh. (1899) = Santalales
- Helleborales Nakai (1949) = Ranunculales
- Helwingiales Takht. (1997) = Aquifoliales
- Himantandrales Doweld & Shevyryova (1998) = Magnoliales
- Hippuridales Thomé (1874) = Lamiales
- Homaliales Bromhead (1838) = Malpighiales
- Hortensiales Griseb. (1854) = Cornales
- Huales Doweld (2001) = Malpighiales
- Huerteales Doweld (2001) - voir Tapisciaceae, familia asignada al clado rósidas
- Hydatellales (U.Hamann) Cronquist ex Reveal & Doweld (1999) = Poales
- Hydnorales Takht. ex Reveal (1992) = Piperales
- Hydrangeales Nakai (1943) = Cornales
- Hydrastidales Takht. (1997) = Ranunculales
- Hydrocharitales Dumort. (1829) = Alismatales
- Hydropeltidales Spenn. (1834) - see Nymphaeaceae
- Hydrostachyales Diels ex Reveal (1993) = Cornales
- Hypericales Dumort. (1829) = Malpighiales
- Hypoxidales Takht. ex Reveal & Doweld (1999) = Asparagales
- Icacinales Tiegh. (1899) - familia asignada al clado euastéridas I
- Illiciales Hu ex Cronquist (1981) = Austrobaileyales
- Iridales Raf. (1815) = Asparagales
- Irvingiales Doweld (2001) = Malpighiales
- Iteales Doweld (2001) = Saxifragales
- Ixerbales Doweld (2001) - familia asignda al clado rósidas
- Ixiales Lindl. (1835) = Asparagales
- Jasminales Dumort. (1829) = Lamiales
- Juglandales Dumort. (1829) = Fagales
- Julianiales Engl. (1907) = Sapindales
- Juncaginales Hutch. (1934) = Alismatales
- Juncales Dumort. (1829) = Poales
- Lacistematales Baskerville (1839) = Malpighiales
- Lactoridales Takht. ex Reveal (1993) = Piperales
- Lamiales Bromhead (1838)
- Lardizabalales Loconte (1995) = Ranunculales
- Laurales Perleb (1826)
- Lecythidales Cronquist (1957) = Ericales
- Ledocarpales Doweld (2001) = Geraniales
- Leitneriales Engl. (1897) = Sapindales
- Lentibulariales Lindl. (1833) = Lamiales
- Ligustrales Bartl. ex Bisch. (1839) = Lamiales
- Liliales Perleb (1826)
- Limnanthales Nakai (1930) = Brassicales
- Linales Baskerville (1839) = Malpighiales
- Loasales Bes sey (1907) = Cornales
- Lobeliales Drude (1888) = Asterales
- Loganiales Lindl. (1833) = Gentianales
- Lonicerales T.Liebe (1866) = Dipsacales
- Loranthales Dumort. (1829) = Santalales
- Lowiales Takht. ex Reveal & Doweld (1999) = Zingiberales
- Lythrales Caruel (1881) = Myrtales
- Magnoliales Bromhead (1838)
- Malpighiales Mart. (1835)
- Malvales Dumort. (1829)
- Marathrales Dumort. (1829) = Malpighiales
- Marcgraviales Doweld (2001) = Ericales
- Mayacales Nakai (1943) = Poales
- Medusagynales Takht. ex Reveal & Doweld (1999) = Malpighiales
- Medusandrales Brenan (1952) - géneroo tipo no asignado,
- Melanthiales R.Dahlgren ex Reveal (1992) = Liliales
- Melastomatales Oliv. (1895) = Myrtales
- Meliales Lindl. (1833) = Sapindales
- Melianthales Doweld = Geraniales
- Meliosmales C.Y.Wu (2002) - see Sabiales
- Menispermales Bromhead (1838) = Ranunculales
- Menyanthales T.Yamaz. ex Takht. (1997) = Asterales
- Metteniusales Takht. (1997) - género tipo no asignado,
- Miyoshiales Nakai (1941) - see Petrosaviales, familia asignada al clado monocotiledóneas
- Monimiales Dumort. (1829) = Laurales
- Moringales Nakai (1943) = Brassicales
- Musales Reveal (1997) = Zingiberales
- Myricales Engl. (1897) = Fagales
- Myristicales Thomé (1877) = Magnoliales
- Myrothamnales Nakai ex Reveal (1993) = Gunnerales
- Myrsinales Spenn. (1835) = Ericales
- Myrtales Rchb. (1828)
- Najadales Dumort. (1829) = Alismatales
- Nandinales Doweld (2001) = Ranunculales
- Narcissales Dumort. (1829) = Asparagales
- Nartheciales Reveal & Zomlefer (1998) = Dioscoreales
- Nelumbonales Willk. & Lange (1861) = Proteales
- Nepenthales Dumort. (1829) = Caryophyllales
- Neuradales Doweld (2001) = Malvales
- Nitrariales Doweld (2001) = Sapindales
- Nolanales Lindl. (1835) = Solanales
- Nothofagales Doweld (2001) = Fagales
- Nyctaginales Dumort. (1829) = Caryophyllales
- Nymphaeales Dumort. (1829) = familia no asignada
- Ochnales Hutch. ex Reveal (1992) = Malpighiales
- Oenotherales Bromhead (1838) = Myrtales
- Olacales Benth. & Hook.f. (1862) = Santalales
- Oleales Lindl. (1833) = Lamiales
- Onagrales Rchb. (1828) = Myrtales
- Oncothecales Doweld (2001) - familia asignada al clado euastéridas I
- Opuntiales Endl. ex Willk. (1854) = Caryophyllales
- Orchidales Raf. (1815) = Asparagales
- Oxalidales Heintze (1927)
- Paeoniales Heinze (1927) = Saxifragales
- Pandales Engl. & Gilg (1912-13) = Malpighiales
- Pandanales Lindl. (1833)
- Papaverales Dumort. (1829) = Ranunculales
- Paracryphiales Takht. ex Reveal (1992) - familia asignada al clado euastéridas II
- Paridales Dumort. (1829) = Liliales
- Parnassiales Nakai (1943) = Celastrales
- Passiflorales Dumort. (1829) = Malpighiales
- Penaeales Lindl. (1833) = Myrtales
- Pennantiales Doweld (2001) = Apiales
- Pentaphragmatales Doweld (2001) = Asterales
- Petiveriales Lindl. (1833) = Caryophyllales
- Petrosaviales Takht. (1997) - familia asignada al clado Monocotyledoneae
- Phellinales Doweld (2001) = Asterales
- Philydrales Dumort. (1829) = Commelinales
- Phyllanthales Doweld (2001) = Malpighiales
- Physenales Takht. (1977) = Caryophyllales
- Phytolaccales Doweld (2001) = Caryophyllales
- Picramniales Doweld (2001) - familia asignada al clado rósidas
- Pinguiculales Dumort. (1829) = Lamiales
- Piperales Dumort. (1829)
- Pittosporales Lindl. (1833) = Apiales
- Plantaginales Lindl. (1833) = Lamiales
- Platanales J.H.Schaffn. (1911) = Proteales
- Plumbaginales Lindl. (1833) = Caryophyllales
- Poales Small (1903)
- Podophyllales Dumort. (1829) = Ranunculales
- Podostemales Lindl. (1833) = Malpighiales
- Polemoniales Bromhead (1838) = Ericales
- Polygalales Dumort. (1829) = Fabales
- Polygonales Dumort. (1829) = Caryophyllales
- Pontederiales Hook.f. (1873) = Commelinales
- Portulacales Dumort. (1829) = Caryophyllales
- Posidoniales Nakai (1943) = Alismatales
- Potamogetonales Dumort. (1829) = Alismatales
- Primulales Dumort. (1829) = Ericales
- Proteales Dumort. (1829)
- Quercales Burnett (1835) = Fagales
- Quillajales Doweld (2001) = Fabales
- Quintiniales Doweld (2001) = Sphenostemonales, asignada al clado euastéridas II
- Rafflesiales Oliv. (1895) - familia no asignada,
- Ranunculales Dumort. (1829)
- Rapateales (Meisn.) Colella ex Reveal & Doweld = Poales
- Resedales Dumort. (1829) = Brassicales
- Restionales Hook.f. (1873) = Poales
- Rhabdodendrales Doweld (2001) = Caryophyllales
- Rhamnales Dumort. (1829) = Rosales
- Rhinanthales Dumort. (1829) = Lamiales
- Rhizophorales (Pers.) Reveal & Doweld (1999) = Malpighiales
- Rhodorales Horan. (1847) = Ericales
- Rhoipteleales Novák ex Reveal (1992) = Fagales
- Roridulales Nakai (1943) = Ericales
- Rosales Perleb (1826)
- Rousseales Doweld (2001) = Asterales
- Rubiales Dumort. (1829) = Gentianales
- Ruppiales Nakai (1950) = Alismatales
- Rutales Perleb (1826) = Sapindales
- Sabiales Takht. (1987) = familia asignada al clado eudicotiledóneas
- Salicales Lindl. (1833) = Malpighiales
- Salvadorales R.Dahlgren ex Reveal (1993) = Brassicales
- Samolales Dumort. (1829) = Ericales
- Samydales Dumort. (1829) = Malpighiales
- Sanguisorbales Dumort. (1829) = Rosales
- Santalales Dumort. (1829)
- Sapindales Dumort. (1829)
- Sapotales Hook.f. (1868) = Ericales
- Sarraceniales Bromhead (1838) = Ericales
- Saxifragales Dumort. (1829)
- Scheuchzeriales B.Boivin (1956) = Alismatales
- Scleranthales Dumort. (1829) = Caryophyllales
- Scrophulariales Lindl. (1833) = Lamiales
- Scyphostegiales Croizat (1994) = Malpighiales
- Sedales Rchb. (1828) = Saxifragales
- Silenales Lindl. (1833) = Caryophyllales
- Simmondsiales Reveal (1992) = Caryophyllales
- Smilacales Lindl. (1833) = Liliales
- Solanales Dumort. (1829)
- Sphenocleales Doweld (2001) = Solanales
- Sphenostemonales Doweld (2001) - familia asignada al clado euastéridas II
- Stellariales Dumort. (1829) = Caryophyllales
- Stemonales Takht. ex Doweld (2001) = Pandanales
- Stilbales Doweld (2001) = Lamiales
- Stylidiales Takht. ex Reveal (1992) = Asterales
- Styracales Bisch. (1839) = Ericales
- Surianales Doweld (2001) = Fabales
- Taccales Dumort. (1829) = Dioscoreales
- Tamales Dumort. (1829) = Dioscoreales
- Tamaricales Hutch. (1924) = Caryophyllales
- Tecophilaeales Traub ex Reveal (1993) = Asparagales
- Ternstroemiales Doweld (2001) = Ericales
- Theales Lindl. (1833) = Ericales
- Theligonales Nakai (1942) = Gentianales
- Thymelaeales Willk. (1854) = Malvales
- Tiliales Caruel (1881) = Malvales
- Tofieldiales Reveal & Zomlefer (1998) = Alismatales
- Torricelliales Takht ex Reveal & Doweld (1999) = Apiales
- Tovariales Nakai (1943) = Brassicales
- Tribelales Doweld (2001) - familia asignada al clado euastéridas II
- Trilliales Takht. (1997) = Liliales
- Trimeniales Doweld (2001) = Austrobaileyales
- Triuridales Hook.f. (1873) = Pandanales
- Trochodendrales Takht. ex Cronquist (1981) - familia asignada al clado eudicotiledóneas
- Tropaeolales Takht. ex Reveal (1992) = Brassicales
- Turnerales Dumort. (1829) = Malpighiales
- Typhales Dumort. (1829) = Poales
- Ulmales Lindl. (1833) = Rosales
- Urticales Dumort. (1829) = Rosales
- Vacciniales Dumort. (1829) = Ericales
- Vahliales Doweld (2001) - familia asignada al clado euastéridas I
- Vallisneriales Nakai (1949) = Alismatales
- Velloziales R. Dahlgren ex Reveal (1992) = Pandanales
- Veratrales Dumort. (1829) = Liliales
- Verbenales Horan. (1847) = Lamiales
- Viburnales Dumort. (1829) = Dipsacales
- Vincales Horan. (1847) = Gentianales
- Violales Perleb (1826) = Malpighiales
- Viscales Tiegh. (1899) = Santalales
- Vitales Reveal (1996) - familia asignada al clado eudicotiledóneas nucleares
- Vochysiales Dumort. (1829) = Myrtales
- Winterales (Meisn.) A.C.Sm. ex Reveal (1993) = Canellales
- Xanthorrhoeales Takht. ex Reveal & Doweld (1999) = Asparagales
- Ximeniales Tiegh. (1899) = Santalales
- Xyridales Lindl. (1846) = Poales
- Zingiberales Griseb. (1854)
- Zosterales Nakai (1943) = Alismatales
- Zygophyllales Chalk (1990) - familia asignada al clado eurrósidas I

- Datos: Q5488026